# Robert Ashta
Robert Ashta (ur. 22 sierpnia 1918 w Szkodrze - zm. 12 kwietnia 1998) – albański duchowny katolicki, franciszkanin, w latach 1993-1998 biskup diecezjalny Pultu. Był ostatnim ordynariuszem Pultu przed likwidacją tej stolicy biskupiej. 

## Życiorys
Po ukończeniu szkoły średniej w Szkodrze studiował teologię we Włoszech. Święcenia kapłańskie przyjął 2 lipca 1942 w zakonie franciszkańskim. 25 grudnia 1992 papież Jan Paweł II mianował go biskupem Pultu. Papież osobiście udzielił mu sakry w dniu 25 kwietnia 1993. Miał już wtedy 74 lata, a więc formalnie powinien przejść na emeryturę po niespełna roku, jednak ze względu na specyficzną sytuację albańskiego Kościoła, wyniszczonego latami antyreligijnego, komunistycznego reżimu, sprawował swój urząd aż do śmierci. Zmarł w kwietniu 1998 w wieku 79 lat. 